# Maison à tourelle de la rue de la Harelle
La maison à tourelle de la rue de la Harelle est un édifice situé à Château-Gontier, en France.

## Localisation
Le bâtiment est situé dans le département français de la Mayenne, à 250 m au sud-est de l'église Saint-Jean-Baptiste de Château-Gontier.

## Architecture et mobilier
La façade sur la rue de la Harelle y compris la tourelle et l'échauguette, ainsi que le versant de toiture correspondant sont inscrits au titre des monuments historiques depuis le 7 mars 1952.

### Acticles connexes
- Liste des monuments historiques de la Mayenne